# Petros Tsitsipas
Petros Tsitsipas (IPA: [ˈpetros t͡sit͡siˈpas]; in greco Πέτρος Τσιτσιπάς?; Atene, 27 luglio 2000) è un tennista greco.
Specialista del doppio, ha vinto in coppia con il fratello Stefanos un torneo del circuito maggiore, l'European Open 2023. Ha vinto alcuni tornei nei circuiti minori e ha raggiunto la 72ª posizione del ranking ATP nel giugno 2024. Ha esordito nella squadra greca di Coppa Davis nel 2017.

## Biografia
È nato da due ex tennisti: il greco Apostolos Tsitsipas e la russa Julija Sal'nikova, ex top 200 WTA ed ex n.1 del ranking mondiale a livello Juniores, oltre che figlia di Sergej Sal'nikov (1925-1984), star e manager del calcio sovietico negli anni '60-'70 e vincitore della medaglia d'oro ai Giochi della XVI Olimpiade nel 1956. Ha tre fratelli: Stefanos (1998), Pavlos (2005) ed Elisavet (2008).

## Carriera

### 2021: 5 titoli ITF e un Challenger in doppio, debutto ATP in singolo e doppio, 9 wildcard in doppio.
Debutta nel circuito maggiore agli Australian Open 2021, dove insieme al fratello Stefanos riceve la prima wildcard per un tabellone principale del circuito maggiore e perdono al primo turno contro Mackenzie McDonald e Tommy Paul. A febbraio escono al secondo turno con la seconda wildcard ATP a Rotterdam, dove perdono con Henri Kontinen e Édouard Roger-Vasselin. Escono al primo turno con la terza wildcard ATP a Marsiglia. Ricevono la quarta wildcard al Monte Carlo Masters e raggiungono gli ottavi di finale eliminando al primo turno le teste di serie nº 8 Kevin Krawietz e Horia Tecău. Sempre nel 2021 ricevono altre wildcard e perdono al primo turno anche ai Masters 1000 di Madrid e Roma, all'ATP 250 di Lione, a Wimbledon e ad Amburgo.
L'uso improprio delle wildcard nel caso dei fratelli Tsitsipas è stato criticato da molti giocatori e tifosi. Quello stesso anno fa il suo debutto in singolare ATP sempre grazie a una wildcard per il tabellone principale all'ATP di Marsiglia e perde al primo turno in soli 45 minuti contro Alejandro Davidovich Fokina con il punteggio di 6-0, 6-2. Vince a luglio il primo torneo di doppio ITF dell'anno all'M25 di Kottingbrunn e nel prosieguo della stagione ne vince altri 4 ITF. Ad agosto vince in coppia con Victor Vlad Cornea il primo torneo Challenger in carriera al Prague Open III.

## Statistiche
Aggiornate al 16 marzo 2025.

### Doppio

#### Vittorie (1)
| Legenda              |
| Grande Slam (0)      |
| ATP Tour Finals (0)  |
| ATP Masters 1000 (0) |
| ATP Tour 500 (0)     |
| ATP Tour 250 (1)     |

| N. | Data            | Torneo                 | Superficie | Compagno           | Avversari in finale       | Punteggio           |
| 1. | 22 ottobre 2023 | European Open, Anversa | Cemento    | Stefanos Tsitsipas | Ariel Behar Adam Pavlásek | 6(5)-7, 6-4, [10-8] |

### Tornei minori

#### Singolare

##### Finali perse (1)
| Legenda tornei minori     |
| Challenger (0)            |
| ITF World Tennis Tour (1) |

| N. | Data           | Torneo               | Superficie | Avversario in finale | Punteggio |
| 1. | 11 luglio 2021 | M25 Ajaccio, Ajaccio | Cemento    | Clement Chidekh      | 3-6, 0-6  |

#### Doppio

##### Vittorie (12)
| Legenda tornei minori     |
| Challenger (4)            |
| ITF World Tennis Tour (8) |

| N.  | Data              | Torneo                                          | Superficie  | Compagno              | Avversari in finale                           | Punteggio           |
| 1.  | 27 settembre 2020 | M15 Monastir, Monastir                          | Cemento     | Aristhotelis Thanos   | Matías Franco Descotte Thiago Agustín Tirante | 6-3, 6-4            |
| 2.  | 25 luglio 2021    | M25 Kottingbrunn, Kottingbrunn                  | Terra rossa | Martins Podzus        | David Poljak Aleksandr Ševčenko               | 6-3, 6-3            |
| 3.  | 8 agosto 2021     | M25 Bolzano, Bolzano                            | Terra rossa | Victor Vlad Cornea    | Marco Bortolotti Daniel Dutra da Silva        | 6-3, 6-4            |
| 4.  | 22 agosto 2021    | M15 Oldenzaal, Oldenzaal                        | Terra rossa | Constantin Schmitz    | Jonathan Binding Mark Whitehouse              | 7-6(4), 6-4         |
| 5.  | 29 agosto 2021    | Prague Open III, Praga                          | Terra rossa | Victor Vlad Cornea    | Martin Krumich Andrew Paulson                 | 6-3, 3-6, [10-8]    |
| 6.  | 7 novembre 2021   | M25 Saint-Dizier, Saint-Dizier                  | Cemento     | Alexander Donski      | Blake Ellis Tristan Schoolkate                | 6-4, 4-6, [10-7]    |
| 7.  | 14 novembre 2021  | M25 Villers-lès-Nancy, Villers-lès-Nancy        | Cemento     | Alexander Donski      | Blake Ellis Tristan Schoolkate                | 7-6(2), 3-2 ret.    |
| 8.  | 13 marzo 2022     | M25 Porec, Parenzo                              | Terra rossa | Aristotelis Thanos    | Titouan Droguet Ergi Kirkin                   | 7-6(4), 4-6, [10-7] |
| 9.  | 27 marzo 2022     | M25 Opatija, Abbazia                            | Terra rossa | Zvonimir Babić        | Riccardo Bonadio Michael Vrbenský             | 6-3, 4-6, [10-8]    |
| 10. | 11 marzo 2023     | Antalya Challenger, Adalia                      | Terra rossa | Filip Bergevi         | Sarp Ağabigün Ergi Kırkın                     | 6-2, 6-4            |
| 11. | 17 febbraio 2024  | Bahrain Ministry of Interior Challenger, Manama | Cemento     | Sergio Martos Gornés  | Vasil Kirkov Patrik Niklas-Salminen           | 3-6, 6-3, [10-8]    |
| 12. | 16 marzo 2025     | Crete Challenger II, Chersonissos               | Cemento     | Stefanos Sakellaridis | Ilia Simakin Kelsey Stevenson                 | 6-2, 6-2            |

##### Finali perse (9)
| Legenda tornei minori     |
| Challenger (5)            |
| ITF World Tennis Tour (4) |

| N. | Data             | Torneo                                        | Superficie  | Compagno               | Avversari in finale                                   | Punteggio           |
| 1. | 15 maggio 2016   | Italy F10, Santa Margherita di Pula           | Terra rossa | Stefanos Tsitsipas     | Franco Agamenone Mateo Nicolás Martínez               | 2-6, 2-6            |
| 2. | 7 ottobre 2018   | F34 Monastir, Monastir                        | Cemento     | Duje Ajdukovic         | Bernardo Azevedo Pereira e Oliveira Robert Strombachs | 4-6, 7-6(6), [6-10] |
| 3. | 17 novembre 2018 | F8 Heraklion, Heraklion                       | Cemento     | Markos Kalovelonis     | Vít Kopřiva David Pichler                             | 2-6, 6-4, [7-10]    |
| 4. | 11 maggio 2019   | M15 Heraklion, Heraklion                      | Cemento     | Michail Pervolarakis   | Lloyd Glasspool Aidan McHugh                          | 6(5)-7, 6(2)-7      |
| 5. | 30 ottobre 2022  | Brest Challenger, Brest                       | Cemento (i) | Filip Bergevi          | Viktor Durasovic Otto Virtanen                        | 4-6, 4-6            |
| 6. | 20 novembre 2022 | Tali Open, Helsinki                           | Cemento (i) | Reese Stalder          | Purav Raja Divij Sharan                               | 7-6(5), 3-6, [8-10] |
| 7. | 14 maggio 2023   | Internazionali d'Abruzzo, Francavilla al Mare | Terra rossa | Sander Arends          | Nicolás Barrientos Ariel Behar                        | 6(1)-7, 6-3, [6-10] |
| 8. | 20 aprile 2024   | Oeiras Challenger, Oeiras                     | Terra rossa | Sergio Martos Gornés   | Filip Bergevi Mick Veldheer                           | 4-6, 4-6            |
| 9. | 17 agosto 2024   | Cary Challenger, Cary                         | Cemento     | Federico Agustín Gómez | John Peers John-Patrick Smith                         | walkover            |